# Carol Danvers (Universo cinematográfico de Marvel)
Carol Danvers es un personaje ficticio interpretado por Brie Larson en la franquicia cinematográfica Universo cinematográfico de Marvel (UCM), basada en el personaje de Marvel Comics del mismo nombre, comúnmente conocida por su alter ego, la Capitana Marvel. En las películas, Danvers es una expiloto de combate de la Fuerza Aérea de los EE. UU.  a la que se le otorgaron habilidades sobrehumanas cuando una prueba de motor a la velocidad de la luz salió mal y fue expuesta a la energía cósmica del teseracto y posteriormente se transformó en una híbrida Humano-Kree a través de una transfusión de sangre y pasó a llamarse Vers.
Inicialmente leal al Imperio Kree, ella sirve como miembro de la Starforce en su guerra contra los Skrulls, pero finalmente regresa a la Tierra donde recupera sus recuerdos. Desbloquea sus poderes latentes, incluida la fuerza sobrehumana, la proyección y absorción de energía y el vuelo. Ella se hace amiga de Nick Fury, inspirándolo a crear la Iniciativa Vengadores. Décadas más tarde, ella regresa a la Tierra, se une a los Vengadores y participa en las batallas contra Thanos.
El personaje apareció en las películas, Captain Marvel (2019) y Avengers: Endgame (2019), y su voz se escuchó en un episodio de WandaVision (2021). Danvers regresó en la película The Marvels (2023), así como en la serie animada de Disney+, What If...? (2021) y un cameo final de Ms. Marvel (2022).

## Concepto, creación y casting
Danvers se originó como un personaje de cómic en Marvel Super-Heroes #13 (marzo de 1968) por el escritor Roy Thomas y el artista Gene Colan. En la historia, ella es una oficial de la Fuerza Aérea de los Estados Unidos y Jefa de Seguridad de una base militar restringida, donde Danvers conoce al Dr. Walter Lawson, el alias humano del héroe alienígena Kree, Capitán Marvel. En una historia posterior, Danvers se ve atrapada en la explosión de un dispositivo Kree después de intentar acercarse al Capitán Marvel. Aunque el Capitán Marvel se las arregla para salvar su vida, Danvers sufre heridas graves, luego resurge con habilidades sobrehumanas y se convierte en la heroína Ms. Marvel (creada por el escritor Gerry Conway y el artista John Buscema) en una serie homónima en enero de 1977. Primero escrito por Gerry Conway y luego por Chris Claremont. En la serie, se revela que la exposición a la energía de la explosión de un dispositivo llamado «Psyche-Magnetron» hizo que la estructura genética de Danvers se fusionara con la del Capitán Marvel, convirtiéndola efectivamente en un híbrido humano-Kree. 
Después de su transformación como Ms. Marvel, Danvers como personaje pasó por varios desarrollos a lo largo de los años antes de convertirse en Capitana Marvel. En la década de 1980, las historias de Danvers se entrelazan con los mutantes, que comenzaron cuando Rogue le roba sus poderes y recuerdos. En la serie Uncanny X-Men de Chris Claremont y Dave Cockrum, Danvers renuncia a su identidad como Ms. Marvel y posteriormente usa el nombre Binary después de ser experimentada por la raza alienígena Brood, que le da la capacidad de generar el poder de una estrella. Sin embargo, en la década de 1990, Danvers pierde la mayor parte de su poder binario y recupera su poder original como Ms. Marvel. El escritor Kurt Busiek y el artista George Pérez luego la redefinen como Warbird cuando se une a los Vengadores y lucha contra Kang el Conquistador. Posteriormente, Danvers como Warbird continúa apareciendo en las principales historias de la década de 2000, como House of M, Civil War y Secret Invasion. Durante la historia de Dark Reign, Danvers regresa como Ms. Marvel y lucha contra su impostor creado por Norman Osborn.
Después de su presentación, Carol Danvers estaba destinada a ser un ícono del movimiento feminista, como lo muestra su nombre de superheroína y ser retratada como un personaje fuerte. Sin embargo, algunas de sus historias involucraban que fue secuestrada y violada, alcoholismo y que le robaron el poder. Aunque sus historias no han mostrado la lucha ideal de un héroe, sus continuas apariciones con los personajes prominentes de Marvel a lo largo de las décadas han convertido a Danvers en una heroína de primer nivel para el editor. En la década de 2010, Danvers finalmente asumió el título de Capitana Marvel en la serie de Kelly Sue DeConnick con un traje rediseñado más parecido a un traje de vuelo en lugar de la clásica apariencia de superhéroe femenina. También se reincorporó a la serie insignia de Avengers, New Avengers, y estuvo involucrada en historias importantes como Secret Wars de 2015 y Civil War II de 2016, donde lidera al bando que se opuso a la visión de Iron Man de detener el crimen antes de que suceda.
El presidente de Marvel Studios, Kevin Feige, dijo que Larson fue elegida debido a su capacidad para equilibrar los vastos poderes del personaje con su humanidad. Debido a la preocupación de que Larson (que tenía 26 años cuando fue elegida) era demasiado joven para interpretar a un aviador consumado, la guionista Nicole Perlman consultó con la Fuerza Aérea, quien dijo que era posible que alguien sobresaliera entre las edades de 28 y 34.

## Caracterización
En el UCM, Danvers es una expiloto de combate de la Fuerza Aérea estadounidense y miembro de una unidad militar de élite Kree llamada Starforce. Estaba imbuida de fuerza sobrehumana, proyección de energía y vuelo después de la exposición a la energía del Teseracto. Larson describió a Danvers como un "creyente en la verdad y la justicia" y un "puente entre la Tierra y el espacio", que debe equilibrar su lado Kree sin emociones con su mitad humana "defectuosa". Larson también llamó a Danvers agresiva, de mal genio e invasiva, atributos que la ayudan en una pelea pero que demuestran ser defectos de carácter.
Brie Larson se entrenó durante nueve meses para el papel, aprendiendo judo, boxeo y lucha libre. También visitó la Base de la Fuerza Aérea Nellis y se reunió con aviadores en servicio activo, incluido el General de Brigada Jeannie Leavitt y el Mayor Stephen Del Bagno, piloto de los Thunderbirds, en preparación para el papel. Carol Danvers es retratada como una niña de trece años por Mckenna Grace y como una niña de seis años por London Fuller.
En Avengers: Endgame, el guionista Christopher Markus declaró que los poderes de Danvers están en una escala que no existía anteriormente en el UCM y comparó su personalidad con la de Steve Rogers, "que es una especie de persona que tiene razón y sabe que tiene razón y realmente no quiere escuchar cuando les dices que están equivocados" . Danvers tiene poco tiempo en pantalla en la película, lo que McFeely razonó que "no es la historia que estamos tratando de contar, son los Vengadores originales lidiando con la pérdida y llegando a una conclusión, y ella es sangre nueva y fresca". filmó sus escenas para Endgame antes de comenzar a trabajar en su película en solitario Capitana Marvel (2019), que se lanzó primero. Los directores de Capitana Marvel, Anna Boden y Ryan Fleck, estuvieron presentes para el rodaje de sus escenas en Endgame y dieron su bendición a la caracterización de Danvers en la película.

## Biografía ficticia del personaje

### Origen y guerra Kree-Skrull
En 1995, en el planeta capital del Imperio Kree, Hala, Danvers, conocida como "Vers", sufre de amnesia y pesadillas recurrentes que involucran a una mujer mayor, particularmente como ex piloto de pruebas de la Fuerza Aérea de los EE. UU. que adquirió poderes de fuerza de energía cósmica del Teseracto después de una explosión que borró su memoria. Los Kree deciden usarla como arma contra los Skrulls. Yon-Rogg, su mentor y comandante, la entrena para controlar sus habilidades mientras la Inteligencia Suprema, la inteligencia artificial que gobierna a los Kree, la insta a mantener sus emociones bajo control. Durante una misión para rescatar a un operativo encubierto que se infiltra en un grupo de Skrulls, Vers es capturada por el comandante Skrull Talos. Una sonda de los recuerdos de Vers los lleva a la Tierra. Vers escapa y aterriza en Los Ángeles. Su presencia atrae a los agentes de S.H.I.E.L.D. Nick Fury y Phil Coulson, cuya investigación es interrumpida por un ataque Skrull. Vers y Fury van más tarde a las instalaciones del Proyecto Pegasus en una base de la Fuerza Aérea, donde encuentran a Goose. Descubren que Vers era una piloto que se presume murió en 1989 mientras probaba un motor experimental de velocidad de la luz diseñado por la Dra. Wendy Lawson, a quien Vers reconoce como la mujer de sus pesadillas, y que Goose es la mascota de Lawson. Junto con Goose, quien se escondió en su nave, vuelan a Luisiana para reunirse con la expiloto Maria Rambeau, la última persona que vio con vida a Vers y Lawson.
Rambeau y su hija Monica revelan que Vers es Carol Danvers, quien una vez fue como una familia para ellas. Talos, al llegar desarmado, explica que los Skrulls son refugiados que buscan un nuevo hogar y que Lawson era Mar-Vell, una científica kree renegada que los ayudaba. Talos reproduce una grabación recuperada del jet de Lawson, lo que lleva a Danvers a recordar el accidente, donde absorbió la energía de la explosión subsiguiente, obteniendo poderes pero perdiendo la memoria. Devastada por la verdad, ella sufre una crisis nerviosa que Maria y Talos la ayudan a superar.
Danvers, Talos, Fury, Goose y Rambeau localizan el laboratorio camuflado de Lawson en órbita alrededor de la Tierra, donde Lawson escondió a varios Skrulls, incluyendo a la familia de Talos, y el Teseracto, la fuente de energía del motor de Lawson. Allí, Danvers es capturada por Starforce e interactúa con la Inteligencia Suprema. Danvers retira el implante Kree que suprimía sus poderes durante su conversación, lo que le permite alcanzar su máximo potencial. En la batalla posterior, Fury recupera a Goose, quien se revela como un extraterrestre llamado Flerken. Goose se traga el Teseracto y araña a Fury, cegándole el ojo izquierdo. Danvers destruye un bombardero Kree, obligando al oficial Kree Ronan el Acusador y a su escuadrón a retirarse antes de dominar a Yon-Rogg en la Tierra y enviarlo de vuelta a Hala con una advertencia a la Inteligencia Suprema. Danvers parte para ayudar a los Skrulls a encontrar un nuevo lugar para vivir, mientras le deja a Fury un bíper modificado para contactarla en caso de emergencia.
Sin embargo, para 1997, Danvers no logró encontrar un hogar para los Skrulls.Danvers regresa a Hala para cumplir su advertencia y, tras luchar contra Dar-Benn y otros Kree, usa su poder para destruir la Inteligencia Suprema. Sus acciones, sin querer, provocan que Hala pierda recursos naturales y se vea sumida en una guerra civil, lo que la hace sentir culpable.

### Uniéndose a los Vengadores y luchando contra Thanos
En 2018, Danvers es convocada a través del dispositivo por Fury durante el Blip.Danvers regresa a la Tierra y rastrea el busca activado hasta el Complejo de los Vengadores, donde conoce a Natasha Romanoff, Steve Rogers, Bruce Banner, James Rhodes,Rocket y Thor. Luego ella rescata a Tony Stark y Nebula que estaban a la deriva sin rumbo en el Benatar por el espacio, y los trae de vuelta al Complejo. Ella está afligida cuando se le informa sobre el Blip y se une a Banner, Nebula, Rhodes, Rocket, Rogers, Romanoff y Thor para enfrentar a Thanos en el planeta Jardín. Danvers ayuda a someterlo cuando revela que ha destruido las Gemas del Infinito para evitar que su misión se deshaga. Danvers luego observa cómo Thor decapita a Thanos.
En 2020, Danvers se encuentra con Rambeau en su casa, quien le dice que tome y adopte a Goose ya que ya no podía cuidarla.En 2023, Danvers se ha convertido en miembro de los Vengadores bajo el liderazgo de Romanoff, involucrado en misiones espaciales ayudando a sofocar el caos posterior a Blip en todo el universo junto a Rocket y Nebula. Más tarde, Danvers regresa a la Tierra, después de enterarse de que los Vengadores y sus aliados están involucrados en una batalla con un Thanos alternativo. Ella los rescata de un bombardeo llovido desde la nave de guerra Santuario II de Thanos alternativo y la destruye. Luego, ella es entregada el Nano Guantelete por Peter Parker e intenta volarlo hacia el Túnel Cuántico. Sin embargo, ella es detenida por Thanos, quien la incapacita con la Gema del Poder. Stark luego se sacrifica para ganar la batalla, y Danvers luego asiste a su funeral, reuniéndose brevemente con Fury.

### Volviendo al espacio

#### Encuentro con Shang-Chi
En 2024, Danvers y Banner responden a la llamada holográfica de Wong para hablar sobre los Diez Anillos con Shang-Chi y su amiga Katy. Si bien ella no reconoce nada extraño en ellos, descubren que los anillos están emitiendo señales desconocidas antes de que Danvers reciba otra llamada y se vaya.

#### Intercambio con Kamala Khan
Más tarde, Danvers cambia de lugar con Kamala Khan después de que el brazalete de esta última emita un brillo extraño. Después de ver la habitación de Khan, llena de mercancía de Capitana Marvel, Danvers se preocupa y se va abruptamente.

#### Haciendo equipo con Kamala Khan y Monica Rambeau
En 2026, Danvers y Goose viven una vida tranquila en su nave espacial cuando Fury la llama para pedirle que investigue una anomalía en el punto de salto. Luego, ella y Goose van a un planeta deshabitado, pero después de tocar la anomalía, ella es transportada lejos. Ella es transportada a un dormitorio en Jersey City, Nueva Jersey.Después de ver los carteles y la mercancía de la Capitana Marvel, ella baja las escaleras y encuentra una familia en la sala de estar, antes de salir. Cuando se va volando, la llevan de regreso al planeta y es atacada por soldados Kree que le dicen a dónde se dirige Dar-Benn. Ella y Goose van a Tarnax y se infiltran en la negociación del tratado de paz entre los Skrulls y Kree. Sin embargo, la intercambian nuevamente y se encuentra en la cápsula espacial de Fury, antes de usar sus poderes y regresar a la casa de antes. Después de ser intercambiada repetidamente, fue devuelta a Tarnax. Antes de que pudiera enfrentarse a algunos Kree, la llevaron de regreso a la casa y descubrió que Goose, Fury y Monica Rambeau también estaban allí. Danvers le preguntó a Rambeau cómo consiguió poderes y le dijeron que debía entrar en un maleficio. Rambeau explicó su enredo con otra persona y cuando Danvers voló para buscarla, ella se estrelló en el patio trasero de la casa. Finalmente ella regresó a Tarnax, donde Rambeau y la otra persona, Kamala Khan, también habían sido transportadas. Cuando Dar-Ben abrió un punto de salto, Danvers les dijo a los Skrulls y a su Emperador que evacuaran a su nave espacial. Después de escapar, Danvers llamó a Valquiria y fue recibida por ella, quien vino y se llevó a los Skrulls a la Tierra. Luego, Danvers habló con Rambeau en privado antes de presentarse a Khan. Luego ella vio el brazalete de Khan y lo identificó como una Banda Cuántica. Trabajaron juntas para controlar su enredo y luego se enteraron de que Dar-Benn se dirigía a Aladna. Ellas llegaron a Aladna, donde Danvers fue recibida como princesa por la población y se reunió con el príncipe Yan, su marido, en su palacio y le proporcionaron trajes nuevos. Luego, Danvers ayudó a luchar contra Dar-Ben, pero en la nave, Khan presionó accidentalmente los controles, enviándolos a través de un punto de salto a otro planeta. Danvers le explicó a Rambeau por qué nunca regresó con ella y sobre ser responsable de la Guerra Civil Kree. Ellas fueron a la estación espacial S.A.B.E.R., donde Danvers vio varios Flerken debido a que Goose había dado a luz y ayudó con el proceso de evacuación. Después de enterarse del siguiente movimiento de Dar-Benn, la interceptaron en la nave Kree, pero pudo tomar la Banda Cuántica de Khan. Danvers intentó detenerla, pero Dar-Benn conectó las Bandas, matándose y abriendo un agujero en su universo hacia el multiverso. Danvers y Khan usaron sus poderes para energizar a Rambeau, quien se ofreció como voluntario para cerrar la grieta, pero, para su consternación, terminó atrapada en el universo alternativo. Danvers envió a Khan de regreso a la Tierra y restauró el Sol de Hala. Ella decidió vivir en la Tierra y se mudó a la casa vacía de Rambeau con Goose, y recibió ayuda de Khan y su familia en la mudanza.

## Versiones alternativas
Varias versiones alternativas de Danvers dentro del Multiverso del MCU, aparecen en la serie animada What If...?, con la voz de Alexandra Daniels. 

### Muerte de los Vengadores
En un 2011 alternativo, Danvers es convocada por Fury para luchar contra el ejército asgardiano liderado por Loki junto a Rogers tras la muerte de los otros candidatos de la Iniciativa Vengadores. Durante una batalla en el Helicarrier, son asistidos por una Romanoff de otro universo traída por el Vigilante.

### Deteniendo la fiesta de Thor
En un 2011 alternativo, Danvers es convocada por Maria Hill para detener la fiesta intergaláctica fuera de control de Thor. Danvers advierte a Thor, pero él se niega a irse y lucha contra Danvers. Obligada a contener su poder para evitar daños colaterales, Danvers se retira y formula un plan con SHIELD para atraer a Thor a una región remota de Siberia. Antes de que puedan pelear nuevamente, Frigga interviene, lo que lleva a Thor a reparar rápidamente los daños que él y sus asistentes a la fiesta causaron en conflicto en todo el planeta; él y Danvers se reconcilian.

### La conquista de Ultrón
En un 2015 alternativo, Danvers defiende a Xandar contra Ultrón después de que el androide adquiera las Gemas del Infinito. Ella lo lleva al núcleo del planeta en un intento de destruirlo, pero muere cuando Ultrón desata todo el poder de las gemas.

### Encarcelada por el Doctor Strange
En un universo alternativo, Danvers fue capturada por Doctor Strange Supremo y llevada a una dimensión improvisada. Después de ser liberada, se peleó con otros cautivos liberados, como Visión.

## Diferencias con los cómics
En los cómics, Carol tiene numerosos nombres de superheroina antes de convertirse en Capitana Marvel, siendo su primer y más prominente nombre Ms. Marvel. Además, Carol Danvers recibió sus poderes a través de la exposición de una explosión de un dispositivo Kree llamado "Psyche-Magnetron" mientras ayudaba a Mar-Vell. La explosión la hizo mutar y convertirse en un híbrido humano-Kree. En las películas del Universo cinematográfico de Marvel (UCM), Carol recibió sus poderes de una exposición de energía de una explosión cuando destruyó un motor de velocidad de la luz creado por Mar-Vell. Sin embargo, la energía proviene del Teseracto que albergaba una de las gemas del infinito, la gema del espacio. Se convierte en un híbrido Humano-Kree mucho más tarde, cuando Yon-Rogg, un oficial Kree, la lleva a Hala y le transfiere su sangre.
En la UCM, las actividades de Carol en la Tierra en 1995 y su distintivo, "Avenger", son la inspiración para la Iniciativa Vengadores de Nick Fury cuando creó los Vengadores. Mientras tanto, en los cómics, los Vengadores fueron creados en respuesta a la invasión de Loki y luego fueron nombrados por Wasp.

## Recepción
Tras el lanzamiento de Capitana Marvel y Avengers: Endgame, AO Scott de The New York Times elogió el personaje de Carol Danvers, llamándola una "mujer dura y encantadora [... ] decidida a luchar contra los clichés de género" que está "lista para una carrera de reloj-perforación de la franquicia". Jacob Stalworthy de The Independent declaró que Carol Danvers tiene el potencial para convertirse en "uno de los mejores" personajes del MCU, diciendo: "Ahora su historia de origen está fuera del camino, el cielo es el límite para ella; Será emocionante ver a qué planetas escala su historia a continuación". Tara McNamara de Common Sense Media descubrió que Carol Danvers era un modelo a seguir positivo y escribió: "Carol Danvers es un modelo a seguir fantástico: siempre se ve a sí misma como capaz, no se objetiva, sus homólogos masculinos reconocen su inteligencia y fortaleza, y tiene un fuerte sentido de integridad". Shana O'Neil de The Verge declaró que Captain Marvel representa a Carol Danvers como una de las superheroínas más fuertes de Marvel y la llamó "una persona admirable, con buenos amigos y metas por las que vale la pena luchar". Amanda Finn de Ms. escribió: "Cuando vemos Capitana Marvel, somos testigos de cómo se le dice a una mujer increíblemente fuerte y divertida que controle sus emociones desde el principio. El hecho de que no arroje a la gente de inmediato por las habitaciones solo por aplastar la misoginia flagrante es razón suficiente para seguir mirando. La Capitana Marvel es una persona sensata que intenta hacer lo mejor que puede con lo que tiene. Quiere proteger a aquellos que necesitan protección y completar su misión, y se las arregla para que eso suceda a pesar del sexismo que viene por su manera"
La interpretación de Larson de Carol Danvers fue elogiada por múltiples críticos. Meg Downey de IGN encontró que Capitana Marvel es una versión refrescante del MCU, afirmando que la interpretación de Larson de Carol Danvers es una "actuación estelar" que logra darle al personaje "una vida vibrante y alegre". eso encajará perfectamente en el futuro" del UCM.  Peter Bradshaw de The Guardian calificó la actuación de Larson como "feroz" en Captain Marvel, afirmando: "Larson tiene el lenguaje corporal natural de un superhéroe: esa mezcla de inocencia y despreocupación, ese idealismo e indignación de ojos claros continuos combinados con una preparación irreflexiva para la batalla, todas las cosas que le dan a las películas de MCU su calidad adictiva". Kenneth Turan de Los Angeles Times elogió la actuación de Brie Larson como Carol Danvers, llamándola "luminosa y poderosa [...] con un golpe de gracia que habría intimidado a Muhammad Ali". Owen Gleiberman de Variety declaró que Larson proporciona una "vibración emocional" a lo largo de la película y escribió: "Brie Larson ilumina una película de superheroínas de Marvel desde adentro". 
Sin embargo, el personaje y la película también han sido objeto de atención negativa debido al feminismo percibido de Brie Larson.  Algunos han sido críticos con el personaje que sufre el "problema de Superman", llamándola "superada" e "inidentificable", y han expresado su preocupación sobre cómo escribir de manera convincente al personaje en las tramas establecidas de MCU sin convertirla en una Mary Sue. Adrienne Tyler de ScreenRant defendió al Capitana Marvel y Brie Larson contra la reacción violenta, calificándolo de "ridículo" y afirmando: "Al final, Capitana Marvel se convirtió en una de las películas más taquilleras de 2019 y la primera película de superhéroes protagonizada por una mujer en superar la marca de los mil millones de dólares, lo que demuestra que los trolls no ganan por mucho que lo intenten". Christian Blauvelt de IndieWire también criticó los comentarios negativos hechos contra el personaje y la película, diciendo que "es fascinante que cierto contingente de fanáticos masculinos obsesionados con las redes sociales, muy seguros, empoderados al recibir tanto una plataforma como un relativo anonimato, haya aparecido tan amenazado por la Capitana Marvel. Amanda Finn de la revista feminista Ms. declaró: "Desde el principio, Capitana Marvel iba a tener un tiempo increíble complaciendo a los fanáticos masculinos, especialmente después del rumor (¡desacreditado!) de que Brie Larson les dijo a los hombres blancos que la película no es para ellos. [...] Es revelador que los mismos "superfans cómicos" poco entusiastas que lloraron en voz alta por la aparición de Stan Lee al comienzo de la película son los que escupen veneno a la existencia misma de la película. No puedes tener ambas cosas. No puedes afirmar que la adoras. el hombre que le dio al mundo Marvel y, sin embargo, denigrar al personaje que lleva su nombre".